# République dominicaine aux Jeux olympiques d'été de 2004
La République dominicaine participe aux Jeux olympiques d'été de 2004 à Athènes. Il s'agit de leur 11e participation à des Jeux d'été.
La délégation dominicaine, composée de 33 athlètes, termine cinquante-quatrième du classement par nations avec 1 médaille (1 en or).

## Liste des médaillés
| Médaille | Nom           | Sport      | Compétition     |
| -------- | ------------- | ---------- | --------------- |
| Or       | Félix Sanchez | Athlétisme | 400 m haies (H) |